# Den transiranske jernbane
Den transiranske jernbane er en dansk dokumentarfilm fra 1938.

## Handling
Indvielse af den transiranske jernbane 26. august 1938 filmet af blandt andet den danske filmfotograf og -instruktør Ingolf Boisen. Indvielsen er optaget i forbindelse med indspilningen af filmen Iran - det nye Persien fra 1939.